# Generaliserende wijs
Met de generaliserende wijs wordt een bepaalde wijs van werkwoorden bedoeld waarmee iets in het algemeen wordt weergegeven en niet een specifieke sitiuatie waarop het genoemde van toepassing is. In veel talen - zoals het Engels en Nederlands - is deze werkwoordswijs qua vorm gelijk aan de indicatief. De algemene betekenis moet worden afgeleid uit de context. Wanneer een zin in de generaliserende wijs staat, heeft het onderwerp vaak geen lidwoord. In het Frans, Tongan en Dakota staat de generaliserende wijs in het algemeen in de toekomende tijd. In het Bijbels Hebreeuws worden vormen van het perfectum gebruikt.
Voorbeelden van zinnen in de generaliserende wijs zijn Katten hebben een staart en Vliegtuigen zijn milieubelastend. In tegenstelling tot een zin als Die kat is grijs wordt hier verwezen naar een in het algemeen geldend feit in plaats van naar een specifiek geval. Er zijn ook grensgevallen zoals Een moeder weet zoiets. Afhankelijk van de context waarin deze taaluiting wordt gedaan, kan ze in meer of minder mate generaliserend zijn.
Zeer nauw verwant aan de generaliserende wijs is de gnomische vorm. Hiermee wordt specifiek een aparte werkwoordsvorm/-tempus bedoeld die het algemene karakter van het genoemde uitdrukt. 